# Historia de Costa Rica en el siglo XXI

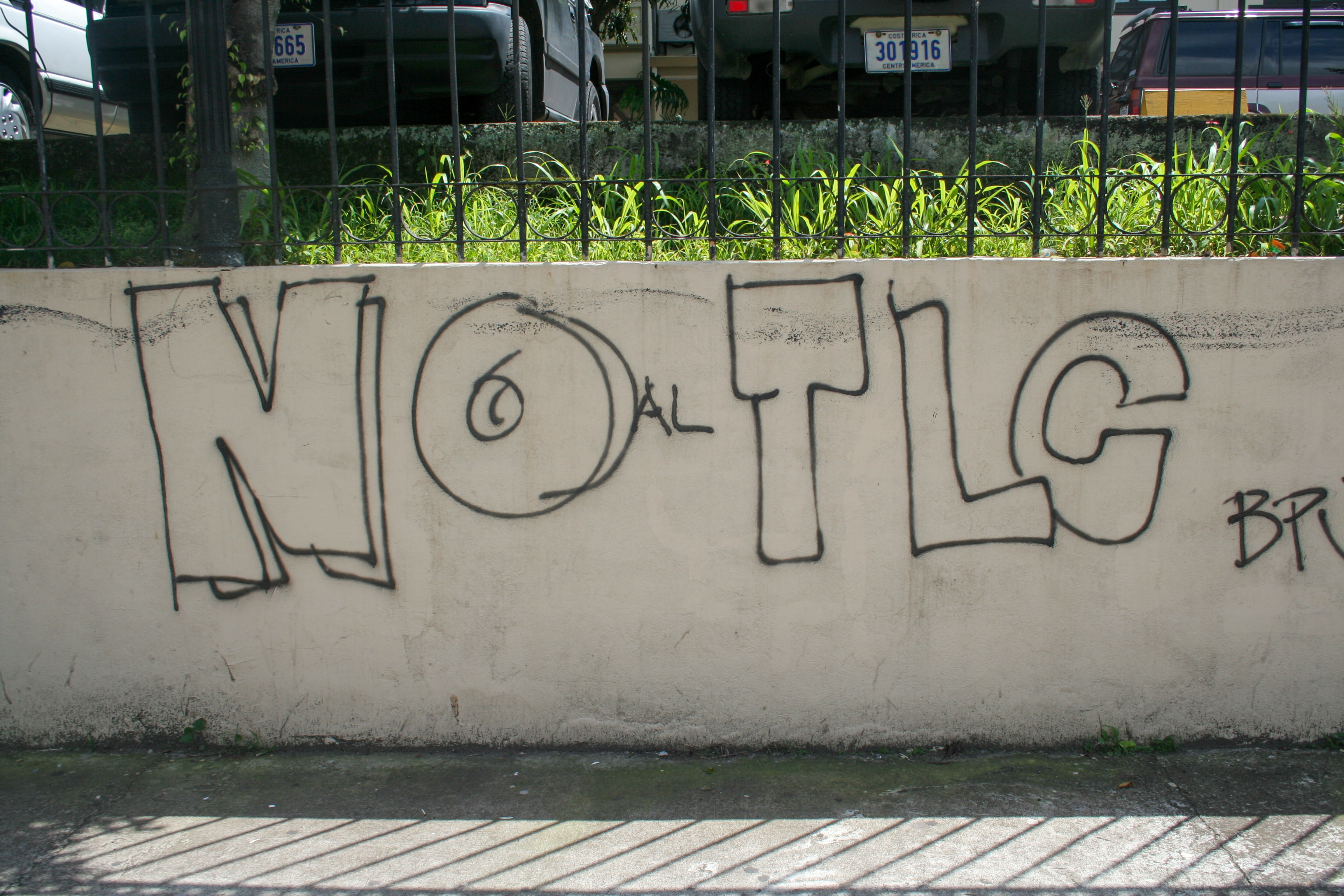
Grafiti de oposición en la Asamblea Legislativa.

La historia de Costa Rica en el siglo XXI es aquella que abarca a partir del año 2000 en la República de Costa Rica. 

## 2000-2006
Costa Rica inicia el siglo XXI con un claro agotamiento del sistema bipartidista y del modelo neoliberal implementado tozudamente desde los años 80s. La firma del Pacto Figueres-Calderón durante la administración de José María Figueres con el expresidente y líder de la oposición Rafael Ángel Calderón Fournier, ambos hijos de los caudillos de los años cuarenta y que habían llegado a ser presidentes. Irónicamente para algunos, al opuesto de sus padres como reformadores sociales, los hijos habrían implementado reformas neoliberales. En cualquier caso, el pacto entre los dos líderes políticos con las dos bancadas más grandes en el Parlamento de entonces cimentó una serie de legislaciones sumamente controversiales que incluyó una impopular reforma al sistema de pensiones del Magisterio y que motivó una huelga general de docentes, la polémica Ley 4-3 que dividía las juntas directivas públicas entre los dos partidos mayoritarios y el tercer Plan de Ajuste Estructural. El descontento con muchas de estas políticas llegaría quizás a su máxima expresión en el gobierno siguiente, de Miguel Ángel Rodríguez Echeverría durante la discusión del denominado Combo energético, un conjunto de leyes tendientes a privatizar los servicios de telecomunicaciones que generaron airadas protestas y que llevaron al archivo del proyecto.
La irrupción del Partido Acción Ciudadana en 2000 fue sintomático de este descontento. Crítico hacia el neoliberalismo y prometiendo una revolución ética en la función pública, el partido presentó al carismático Ottón Solís como candidato logrando por primera vez en la historia de la Segunda República un tercer partido con una cantidad de votos similar a los dos tradicionales y una tercera bancada de tamaño parecido. La participación de Solís en la campaña también catapultó una segunda ronda electoral por primera vez en la historia pues ningún candidato obtuvo al menos el 40% por lo que Abel Pacheco de la Espriella del PUSC debió medirse con Rolando Araya Monge del PLN en segunda ronda. Pacheco, figura popular por su programa de televisión y candidatura emergida de las bases y enfrentada a la cúpula calderonista resultó victorioso. 
El descrédito del bipartidismo tradicional se acentúo aún más conforme se dan los escándalos de corrupción que impactaron la opinión pública: los casos Caja-Fischel e ICE-Alcatel, en donde préstamos irregulares y sobornos se intercambiaron entre políticos y sectores privados y que involucraron a tres expresidentes; Rafael Ángel Calderón Fournier, Miguel Ángel Rodríguez Echeverría y José María Figueres Olsen. Figueres se mantendría fuera del país hasta que los cargos en su contra prescribieran, pero Calderón y Rodríguez serían enjuiciados y encarcelados. Hecho particularmente dramático en el caso de Rodríguez por ser al momento de la acusación Secretario general de la OEA, por lo que debió renunciar. Calderón fue condenado por los hechos y Rodríguez fue absuelto por un tecnicismo (la prueba en su contra recabada en Panamá no contaba con la orden judicial). En cualquier caso, el impacto mayor lo recibió el PUSC que vio reducido su apoyo electoral a niveles testimoniales.

## 2006-2014
El expresidente y Premio Nobel de la Paz Óscar Arias Sánchez es permitido de reelegirse cuando un controversial dictamen de la Sala Constitucional lo faculta para ello.
Durante este período surge también la discusión respecto al Tratado de Libre Comercio entre Estados Unidos, Centroamérica y República Dominicana que divide a la opinión pública con prácticamente la mitad de la población en contra o a favor. Esto se refleja en los resultados electorales donde el candidato más fuerte a favor, Arias Sánchez, y el más fuerte en contra, Solís Fallas, quedan virtualmente empatados, lo que llevó a un exhaustivo conteo de votos que declararía ganador a Arias. El TLC fue finalmente aprobado vía referéndum, el primero en la historia costarricense, donde gana la opción del Sí por estrecho margen. La primera mujer presidenta es electa como sucesora de Arias, Laura Chinchilla del PLN en 2010.

## 2014-2017
Para la campaña electoral 2013-2014 las encuestas mostraban como uno de los aspirantes más populares al candidato liberacionista y Alcalde de San José Johnny Araya, lo que habría sido la primera ocasión de un tercer gobierno consecutivo de un mismo partido desde 1949. El temor a que esto sucediera motivó a negociaciones entre la oposición para implementar una coalición que presentara una candidatura única, sin embargo las negociaciones no llegaron a puerto y los distintos partidos fueron solos a las elecciones salvo por pequeñas alianzas. Las encuestas mostraban que el principal rival de Araya e incluso en algunas el primer lugar en preferencias era el candidato de izquierda José María Villalta lo que hizo pensar que Costa Rica podía imitar a la tendencia de la región de girar a la izquierda, no obstante finalmente los electores optaron por un candidato más moderado de centroizquierda y sorpresivamente Luis Guillermo Solís del Partido Acción Ciudadana obtuvo la mayoría de los votos. Nuevamente fue necesaria una segunda ronda en la cual debía enfrentar al segundo candidato, Araya, quien inesperadamente renunció antes de la fecha de la justa electoral, sin que esto afectara la obligatoriedad de la segunda vuelta por ley. Solís obtuvo la victoria con millón trecientos mil votos, una cifra hasta entonces inaudita y rompió definitivamente con el bipartidismo al ser el primer presidente en no ser de ninguno de los dos partidos históricos.

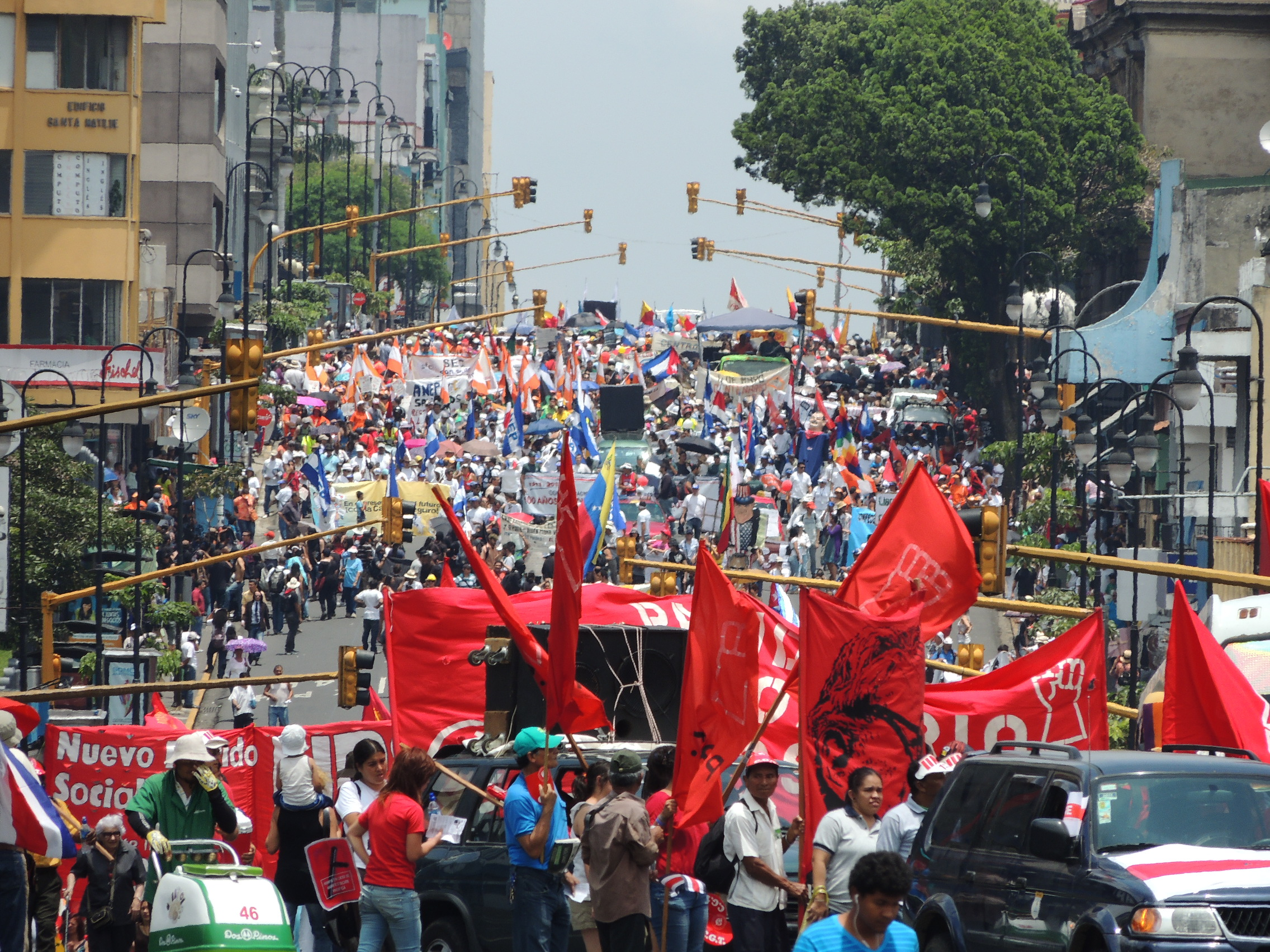
Manifestación de trabajadores del 1 de mayo de 2013

La administración Solís Rivera se caracterizó por políticas progresistas que aminoraban los efectos del modelo neoliberal, incluyendo nuevos programas sociales y becas para los sectores más necesitados. La pobreza efectivamente logró reducirse durante la administración Solís por primera vez en décadas, sin embargo también se incrementó el ya alarmante déficit fiscal que había pasado de un superávit en la administración Pacheco a un déficit en la de Arias y de ahí adelante a engrosar cada vez más. El peligroso déficit, aunado a una alta evasión y a un estado grande y gastador amenazó al país en caer en un de-fault económico y a ser sancionado por no pagar su deuda externa. Solís intentó, sin éxito, pasar el denominado Plan Fiscal en su administración, algo que se venía intentando desde la de Rodríguez. 
El 9 de septiembre de 2016 se suscribe el Convenio de Delimitación Marítima entre Colombia, Costa Rica y Ecuador creando una nueva frontera marítima con Ecuador. En noviembre de 2017 el Huracán Otto tocó tierra costarricense por primera vez en 150 años, con un saldo de tres fallecidos y miles de damnificados y daños materiales. 
Durante el cuatrienio de Solís se destapa el Cementazo,  escándalo de corrupción similar al ICE-Alcatel y Caja-Fischel en donde el empresario banquero Juan Carlos Bolaños obtiene préstamos de la banca estatal irregulares gracias a compadrazgo político. Las oficinas de los diputados Otto Guevara Guth y Víctor Hugo Morales Zapata son allanadas por la Fiscalía General y figuras de los principales partidos políticos se ven afectadas. El escándalo impacta la opinión pública y a un sector del electorado que se siente defraudado al tener expectativas de que durante la administración de Solís no se darían casos de corrupción. Esto pareció incidir en el crecimiento del populismo de derecha y candidatos de extrema derecha como el polémico abogado Juan Diego Castro conocido por sus posturas radicales y quien fue puntero en las encuestas durante el inicio de la campaña.
No obstante el dictamen de la Corte Interamericana de Derechos Humanos en diciembre de 2017 en que decretó que los países signatarios del Convención Americana sobre Derechos Humanos debían otorgarle los mismos derechos a las parejas del mismo sexo que gozaran las parejas heterosexuales incluyendo el derecho a casarse y adoptar a raíz de una consulta hecha por Costa Rica causó un estremecimiento político en el país. El dictamen tiene implicaciones hemisféricas debido a que la mayoría de países americanos reconocen la autoridad de la Corte por lo que la legalización del matrimonio igualitario en otros países puede darse gracias a las acciones de Costa Rica. El gobierno de Panamá y el Corte Suprema de Ecuador acogieron la resolución de la Corte IDH.

## 2018-2021
Los efectos del dictamen generaron un giro completo en la elección de 2018, pasando de lado el tema de la corrupción política (y por tanto perdiendo apoyo Castro quien concentraba su discurso en ser el candidato anticorrupción) e impulsó la candidatura del candidato evangélico conservador Fabricio Alvarado. Pero esto a su vez catapultó a la segunda ronda al candidato progresista, el exministro de Trabajo de Luis Guillermo Solís, Carlos Alvarado Quesada quien vencería en segunda ronda con más de millón trescientos mil votos por segunda vez, aunque la diferencia con su rival fue menos marcada ya que Fabricio cosechó unos ochocientos mil votos.
En noviembre de 2018 la Sala Constitucional declaró con lugar los recursos de amparo interpuestos por parejas del mismo sexo declarando inconstitucional la prohibición a los matrimonios de parejas costarricenses del mismo sexo y dando un plazo de 18 meses para su legalización o los artículos que lo impiden serán derogados automáticamente, convirtiéndose así en el primer país centroamericano y quinto latinoamericano. 
La administración de Alvarado Quesada enfrenta desde el principio una serie de problemáticas, incluyendo el vencimiento de la deuda, el incremento de la delincuencia que incluyó varios homicidios de turistas lo que afectó la imagen turística del país, una recesión económica y el déficit fiscal galopante. En sus primeros meses consiguió suficiente consenso de las bancadas mayoritarias para aprobar el Plan Fiscal con los votos de los partidos PLN, PAC y PUSC, pero la oposición al proyecto, especialmente la de izquierda y de los sindicatos del sector público, convocó a una huelga general que se extendió por más de 80 días con mayor incidencia en el Magisterio, causando un caos en el año lectivo que finalizaba. La huelga no fue capaz de incidir en el voto de los diputados que, tras el refrendo del proyecto por la Sala Constitucional, mantuvieron la votación. Esto y la declaratoria de ilegalidad de la mayoría de las huelgas por Tribunales de Trabajo causó que el movimiento se disipara.
Entre 2018 y 2019 se da en Costa Rica un crecimiento de sentimientos xenofóbicos y nacionalistas y una fuerte oposición a la migración, acrecentada por la crisis política de Nicaragua y de Venezuela que provocaron flujos migratorios de refugiados, y alimentada por diversas páginas de Facebook de ideología ultranacionalista y antimigrantes. Una tríada de homicidios de mujeres turistas que se sucedieron casi simultáneamente y en dos de ellos estuvieron involucrados extranjeros, mientras que en el otro el sospechoso es un costarricense aunque originalmente se difundió el rumor de que era extranjero, atizó los sentimientos antinicaragüenses aunado a la difusión de noticias falsas por páginas de ultraderecha. Una manifestación anti-migrantes fue realizada el 19 de agosto de 2018 que terminó en disturbios violentos y la intervención de la Fuerza Pública. Posteriormente se realizó una marcha de solidaridad con los migrantes, seguida de otra marcha contra la migración pero de la que se excluyó a grupos neonazis y barras bravas que habían participado de la primera. Las páginas de ultraderecha luego concentrarían su atención en hacer llamados a golpes de estado. 
Las protestas de distintos sectores incluyendo pescadores, camioneros, estudiantes de secundaria, sindicatos de educadores y opositores cristianos convergieron entre junio y julio de 2019 opuestos a temas disímiles, pero que llevaron a la salida del ministro de educación Edgar Mora. Algunos analistas incluso señalaron la extraña alianza entre grupos evangélicos conservadores y los sindicatos (que llegarían a solicitar entre su pliego de peticiones la defensa de los valores cristianos).
El 7 de julio de 2019 un grupo autodenominado Movimiento 7 de Julio hizo un llamado en redes sociales a deponer al gobierno violentamente mediante alzamiento armado con un video en que cubrían sus rostros. Los partícipes fueron rápidamente identificados y arrestados por las autoridades judiciales. El vocero del grupo Álvaro Ramón Sequeira Mendiola tenía historial como subversivo al haber sido parte del grupo terrorista Brazo Armado del Pueblo en los noventa y candidato a alcalde por un partido evangélico. La agrupación se reunía en la finca y centro cristiano La Trinidad perteneciente a un expolicía condenado por delitos violentos en el pasado. Unos meses después, un grupo similar que había colocado explosivos caseros en el Congreso y en la sede de Televisora de Costa Rica (el mayor medio privado del país) y que planeaban colocar una bomba en la siguiente celebración del 15 de septiembre fue apresado y desarticulado por el Organismo de Investigación Judicial, su líder administraba una página web xenofóbica y de extrema derecha.